# Университет искусств Албании
Университет искусств Албании (алб. Universiteti i Arteve) — албанский университет (ранее известный как Академия художеств, алб. Akademia e Arteve); является главным учебным заведением страны, где даётся высшее образование в области искусства.

## История
Учебное заведение было основано в 1966 году как Высший институт искусств (алб. Instituti i Lartë i Arteve), объединив три института: Тиранскую государственную консерваторию (алб. Konservatorin Shtetëror të Tiranës), Высшую школу изобразительных искусств (алб. Shkollën e Arteve të Bukura) и Актёрскую школу «Александра Моисиу» (алб. Shkollën e Lartë të Aktorëve “Aleksandër Moisiu”). Во время коммунистического сотрудничества Албании и СССР вуз имел возможность использовать в образовательном процессе традиции русской школы в классической музыке и балете. В 1991 году Институт искусств был переименован в Академию художеств. 12 октября 2009 года она была награждена орденом «Великого магистра». 23 марта 2011 года решением Совета Министров Албании, Академия художеств была переименована в Университет искусств, который начал свою деятельность с 2011/2012 учебного года. Университет по-прежнему поддерживает связи с русской школой балета и классической музыки.

## Деятельность
Университет имеет три факультета:
- Факультет музыки:
  - кафедра музыковедения, композиции и дирижирования
  - кафедра пения
- Факультет визуальных искусств:
  - кафедра живописи
  - кафедра скульптуры
- Факультет сценических искусств:
  - кафедра актёрского искусства
  - кафедра режиссуры, эстрады, хореографии и дизайна

### Ректоры
- 1966—1969 годы − Килица, Вилсон
- 1969—1973 годы − Tefik Çaushi
- 1973—1978 годы − Lili Zhamo
- 1978—1981 годы − Ibrahim Madhi
- 1981—1988 годы − Kristo Jorgji
- 1988—1991 годы − Jakup Mato
- 1991—1992 годы − Fatmir Hysi
- 1992—1995 годы − Bujar Kapexhiu
- 1995—1997 годы − Gjergj Zheji
- 1997—2008 годы − Kastriot Çaushi
- 2008—наст. время − Petrit Malaj

### Выпускники и преподаватели
Выпускники и педагоги вуза известны не только в Албании, но и за рубежом. Среди них:
- Бушати, Зеф — актёр, политик и дипломат
- Вело, Макс — архитектор, художник, поэт.
- Иосиф Дробонику (1952—2020) — художник-монументалист.
- Кадиу, Клети — танцовщик[2]
- Кастрати, Венера — художница[3]
- Куйтим Спахивогли — декан театрального факультета, народный артист Албании
- Лулани, Исмаил — художник, народный художник Албании
- Мула, Инва — оперная певица
- Займи, Неджмедин — художник и скульптор, народный художник Албании
- Рама, Эди — премьер-министр Албании
- Сала, Анри — художник
- Сандер Проси — профессор, народный артист Албании
- Чека, Члирим — художник
- Яхо, Эрмонела — оперная певица